# Straight Records
Straight Records war ein US-amerikanisches Musiklabel, das der Komponist und Rockmusiker Frank Zappa und sein damaliger Manager Herb Cohen im Frühjahr 1969 als Schwester-Label zu ihrem Unternehmen Bizarre Records gründeten. Auf dem neuen Label wurde vor allem Material von Künstlern veröffentlicht, die Zappa entdeckt hatte oder fördern wollte, so zum Beispiel Platten von Captain Beefheart, Alice Cooper und Tim Buckley.

## Geschichte
Straight Records hatte seinen Sitz in Los Angeles. Die Firma war Bestandteil des Zappa-eigenen Unterhaltungskonzerns Bizarre Inc., zu welchem außer dem Schwester-Label Bizarre Records auch noch eine Managementfirma, die PR- und Werbeagentur Nifty Tough & Bitchen (NT & B), der Musikverlag Third Story Music, eine Filmproduktionsgesellschaft und ein Buchverlag gehörten. Den Vertrieb der Straight-Records-Produktionen übernahm Reprise Records, ein Unterlabel der Warner-Bros.-Gruppe. Der Vertrag besagte, dass zunächst Warner über sämtliche Zappa-Produktionen verfügen konnte. Nutzte der Konzern diese Möglichkeit nicht, so war Zappa frei, das Material auf seinem Straight-Label zu veröffentlichen. Die ersten Veröffentlichungen auf Straight Records waren im Mai 1969 das Album Pretties for You und die daraus ausgekoppelte Single „Reflected“/„Living“ von Alice Cooper. Der Künstler war damals der Lebensgefährte der im Zappa-Haushalt lebenden Christine Frka, die als Miss Christine mit den GTO’s bekannt wurde und auf der Schallplattencover-Vorderseite des Zappa-Albums Hot Rats abgebildet ist. Kurz darauf erschien das Album Trout Mask Replica, welches er für seinen alten Schulfreund Captain Beefheart und dessen Magic Band produziert hatte.
Zu den anderen von Straight Records produzierten Künstlern gehörte mit den GTO’s eine der ersten rein weiblichen Bands in der Geschichte der Rockmusik, wobei die meisten der Sängerinnen auch als Groupies eine gewisse Bekanntheit erlangten. Als experimenteller Singer-Songwriter wurde Tim Buckley bekannt. Im Soul anzusiedeln war das Gesangsquintett The Persuasions. Das mit der Singer-Songwriterin Judy Henske und ihren Ehemann Jerry Yester – er war bis zu deren Auflösung Mitglied der Gruppe The Lovin’ Spoonful – eingespielte Album Farewell Aldebaran verband die Stile Folk, Rock und Psychedelic miteinander; das Ehepaar gründete anschließend die Gruppe Rosebud, deren gleichnamiges, einziges Album Straight ebenfalls veröffentlichte. Der Schauspieler Mayf Nutter ist auf drei Singles als Folksänger zu hören. Lord Buckley war ein exzentrischer Humorist und Wortkünstler; die von Straight posthum veröffentlichten Aufnahmen stammen aus dem Jahr 1956. Der Gitarrist und Sänger Tim Dawe gab sein Debüt mit psychedelischem Folkrock. Der Bassist und Gitarrist Jeff Simmons debütierte mit dem Soundtrack zu dem Motorradfahrer-Film Naked Angels und veröffentlichte anschließend sein Soloalbum Lucille Has Messed My Mind Up, bei welchem Zappa nicht nur als Produzent, sondern bei jeweils zwei Stücken unter dem Pseudonym „LaMarr Bruister“ auch als Co-Autor und Sologitarrist in Erscheinung trat. Zu guter Letzt: Hinter dem Pseudonym des Gruppennamens „Junier Mintz“ einer weiteren Single-Veröffentlichung („Tears Began To Fall“/„Junier Mintz Boogie“) verbarg sich die damalige Besetzung der Mothers of Invention; Zappa selbst trat dabei unter dem Pseudonym „Billy Dexter“ in Erscheinung.